# Eric Davis (futebolista)
Eric Javier Davis Grajales (Colón (Panamá), 31 de março de 1991) é um futebolista panamenho que atua como lateral, atualmente defende o Vila Nova.

## Carreira
Eric Davis fez parte do elenco da Seleção Panamenha de Futebol da Copa América de 2016.
TITULOS
•Campeonato Goianiense:2025